# А
A (А, а)، هو أول حرف في الأبجدية السيريلية.
وقد ظهر هذا الحرف مباشرة من الحرف اليوناني ألفا. في الأبجدية السيريلية القديمة كان هذا الحرف يسمى "азъ" بالعربية «آز» وهذا الحرف قيمته العددية تساوي 1.
في العديد من اللغات التي تستعمل السيريلية كنظام كتابة، مثل الروسية، المقدونية، الصربية، والبلغارية، ينطق هذا الحرف «ا». وفي لغات أخرى قد يعتبر هذا الحرف كـ«ا» مخففة أو «ى» كما في الشيشانية والأنغوشية.
عند رومنة النظام السيريلي السلافي يمثل هذا الحرف بالحرف A الروماني.
وخلال الحقبات المتعاقبة، أخذ هذا الحرف أشكالا عدة، لكنه حاليا قد اتخذ الشكل الروماني A.

## الموقع الرمزي

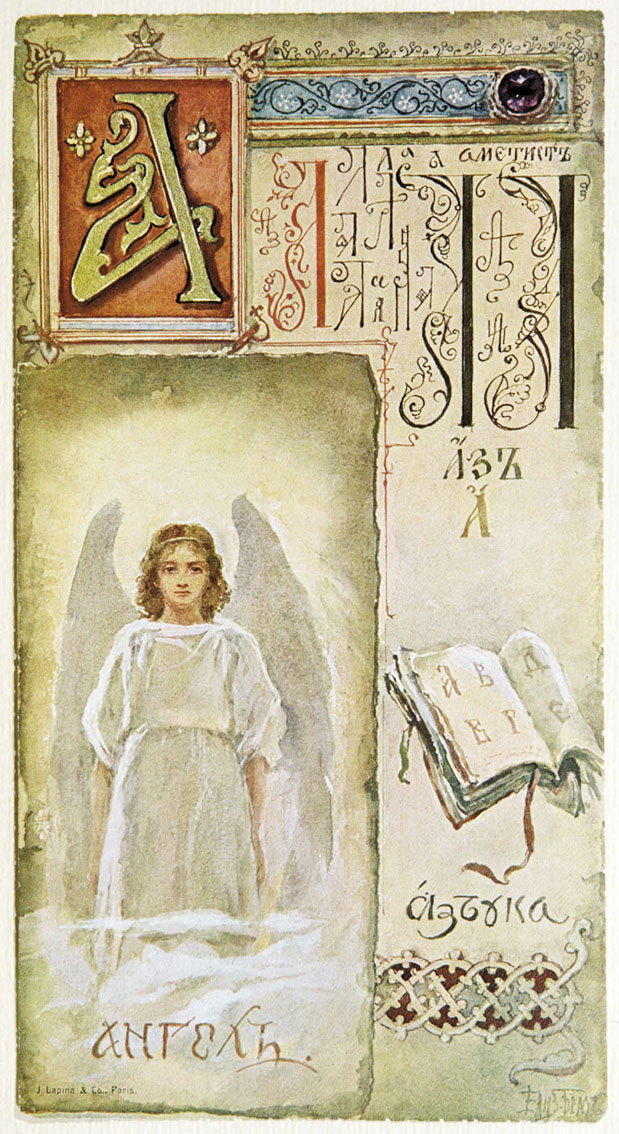
الحرف А موضح في رسم الفنانة إلزابيث بوهم

| تشفير حرف    | هيئة الحرف | عشري | سداسي عشر | ثماني  | ثنائي            |
| ------------ | ---------- | ---- | --------- | ------ | ---------------- |
| يونيكود      | كبير       | 1040 | 0410      | 002020 | 0000010000010000 |
| يونيكود      | صغير       | 1072 | 0430      | 002060 | 0000010000110000 |
| ISO 8859-5   | كبير       | 176  | b0        | 260    | 0010110000       |
| ISO 8859-5   | صغير       | 208  | d0        | 320    | 0011010000       |
| KOI 8        | كبير       | 225  | e1        | 341    | 0011100001       |
| KOI 8        | صغير       | 193  | c1        | 301    | 0011000001       |
| Windows 1251 | كبير       | 192  | c0        | 300    | 0011000000       |
| Windows 1251 | صغير       | 224  | e0        | 340    | 0011100000       |